# 完颜阿琐
完颜阿琐，金朝宗室、将领，女真族，完颜氏，太祖完颜阿骨打之孙，卫王完顏宗強幼子。
阿琐长身多力．完颜亮天德二年（1150年），授任奉国上将军，升任金吾卫上将军。居中都，正隆六年（1161年）十月，完颜雍在东京辽阳府即位，阿琐与宗室完顏璋率守城军官乌林答石家奴等，杀同知中都留守事蒲察沙离只、府判抹㦓撒离喝，行留守事。派遣谋克石家奴等奉表东京，金世宗大定二年（1162年），被任命为横海军节度使。赐名为鹰，改为武定軍節度使，转任兴平军节使、广宁尹，因受贿一万四千贯，受杖八十，削两阶，解职，后改为平凉尹、济南尹，三十七岁在官任上去世。